# Fresia Alessandri Baker
Jérawr Asáwer, rebautizada como Fresia Alessandri Baker (Puerto Edén, Chile, c. 1923
 - Río Verde, 26 de octubre de 2003) fue una de las últimas descendientes puras que quedaban de la etnia austral chilena kawesqar (o alacalufe).
Su muerte, largamente publicitada en la prensa, puso de manifiesto la acelerada desaparición de ese grupo indígena y su precariedad. Viuda y madre de un hijo, la mujer vivió siempre en Bahía Williams, comuna de Río Verde, a orillas del seno Skyring, a unos 140 kilómetros al noroeste de la ciudad de Punta Arenas. 
Alessandri escogió su nombre en honor al expresidente Arturo Alessandri Palma, durante cuyo mandato fue inscrita en el Registro Civil.